# Gambas

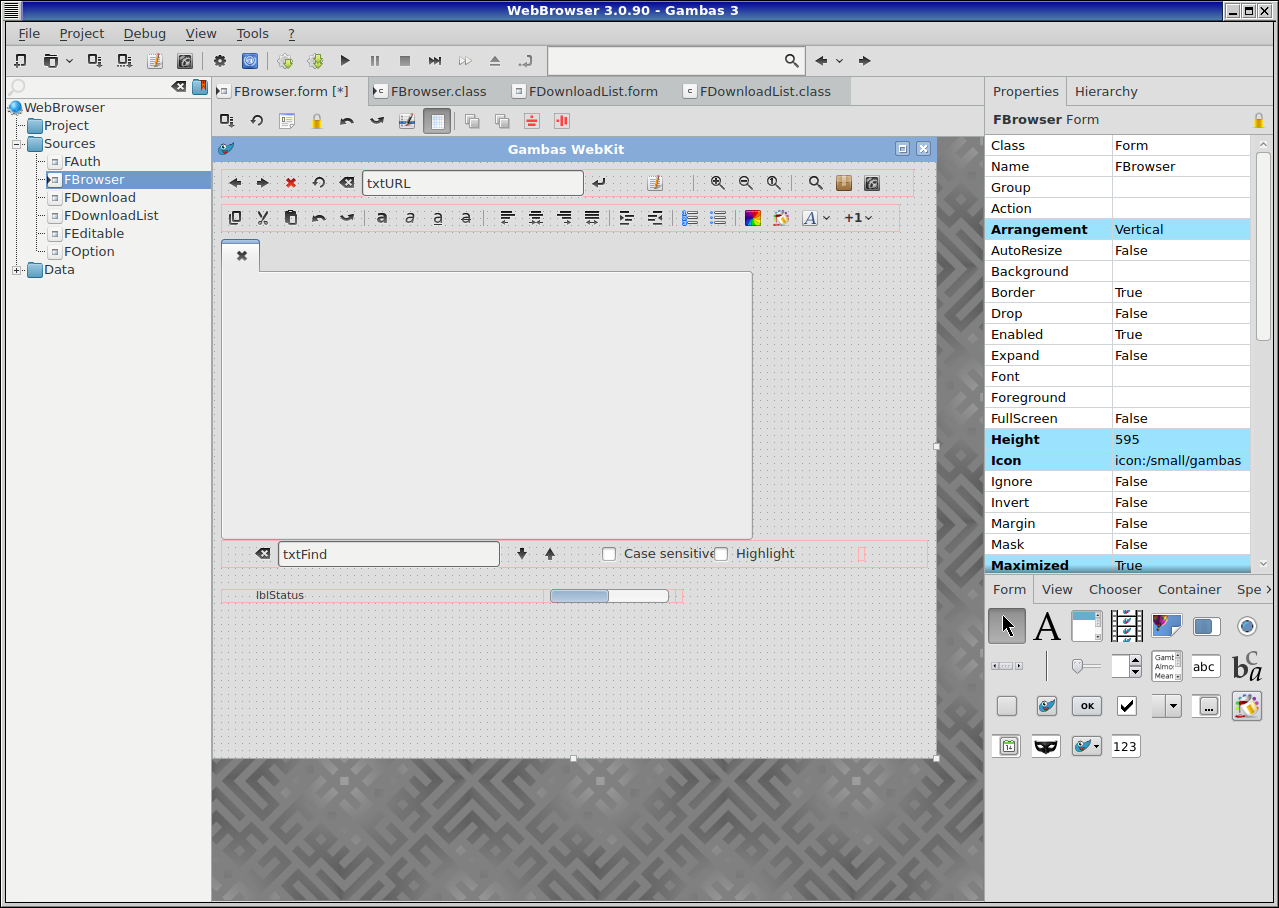
Gambas 3.3.4 a correr no Fedora 16 com o ambiente gráfico Xfce.

Gambas é um ambiente de desenvolvimento integrado (IDE) para Linux que tenta imitar a facilidade de uso do Visual Basic enquanto melhora sua funcionalidade. Mesmo não sendo compatível em código-fonte com o Visual Basic, Gambas é um interpretador BASIC com extensões de orientação a objetos. Isto torna Gambas uma boa escolha para desenvolvedores VB que querem usar os seus conhecimentos em uma base GNU.
Gambas torna mais fácil construir programas gráficos para Linux (o IDE Gambas é escrito na própria linguagem) usando os kit de ferramentas GTK ou Qt. Todavia, o ambiente de tempo de execução de Gambas é necessário para rodar executáveis. Há uma versão Windows de Gambas que roda sob o ambiente Cygwin. Aplicações gráficas não rodam sob a versão Windows.
Desenvolvido em Paris por Benoît Minisini desde 1999, Gambas é liberado sob a Licença Pública Geral GNU. Várias distribuições Linux incluem Gambas em seus pacotes.
"Gambas" é um acrônimo recursivo para "Gambas Almost Means BASIC" (Gambas Quase Significa BASIC). "Gamba", em língua espanhola, é o nome dado a uma espécie de camarão, e por isso este é o mascote da IDE.
Com Gambas é possível facilmente:
- Usar bancos de dados como MySQL ou PostgreSQL.
- Construir aplicações KDE com DCOP.
- Traduzir programas Visual Basic para o Gambas e corrê-los sob o Linux.
- Construir soluções de rede.

## Programas escritos em Gambas
Alguns programas Gambas a mencionar:
- lxCopy
- gbDVDEnc
- VL-Qemu
- Yum Frontend